# Henryk Feilhauer
Henryk Feilhauer (Fajlhauer) (ur. 14 stycznia 1942 w Czechowicach-Dziedzicach, zm. 1 stycznia 1999 w Bad Salzdethfurt, Niemcy) – polski malarz i rytownik.

## Życiorys
Pierwsze lekcje rysunku pobierał u Jana Glińskiego, nauczyciela rysunku w gimnazjum w Czechowicach. Rozpoczął studia na krakowskiej Akademii Sztuk Pięknych, a następnie przeniósł się na Wydział Sztuk Pięknych Uniwersytetu Mikołaja Kopernik w Toruniu. Studiował w pracowni Jerzego Hoppena, który zauważył talent Henryka Feilhauera w dziedzinie tworzenia miedziorytów. Podczas studiów poznał Wojciecha Jakubowskiego, dzięki któremu poznał sztukę tworzenia ekslibrisów. W 1965 ukończył studia i został nauczycielem wychowania plastycznego w Liceum Ogólnokształcącym im. Stefana Czarnieckiego w Człuchowie. W 1971 wygrał konkurs na stanowisko plastyka w gdyńskiej stoczni im. Komuny Paryskiej. Przebywając w Gdyni skupił się na medalierstwie, grafice użytkowej, projektowaniu wnętrz i mebli. Z czasem powraca do malarstwa i grafiki warsztatowej, stworzył projekt pomnika „Ofiar grudnia 1970” i kraty do Kaplicy Ludzi Morza w kościele Serca Pana Jezusa. Od 1982 poświęca się całkowicie sztuce, jego twórczość staje się obiektem zainteresowania ze strony bibliofilów i kolekcjonerów. W 1988 przenosi się do Bad Salzdethfurt w górach Harzu, gdzie kontynuuje tworzenie miedziorytów i ekslibrisów. Od czasów studenckich związany był z Międzynarodowym Biennale Ekslibrisu Współczesnego, jako uczestnik, laureat, juror, a podczas XVIII Biennale był przewodniczącym Jury.

## Nagrody i wyróżnienia
- III nagroda w ogólnopolskim konkursie na ekslibris dla Biblioteki Muzeum Zamkowego w Malborku (1963)[3]
- I nagroda w  konkursie „XXX lat polskiej sztuki po drugiej wojnie światowej” w Warszawie (1975)
- II nagroda w konkursie „Habitat” w Łodzi (1976)
- Medal Honorowy na Międzynarodowym Biennale Małych Form Graficznych w Łodzi (1979)
- nagroda w III Polsko-Fińskim Konkursie Grafiki Marynistycznej w Gdańsku (1979)
- wyróżnienie w Konkursie Ekslibrisu „In Memoriam T. Przypkowski” w Warszawie (1979)
- nagroda w konkursie „Inter-Exlibris” Muzeum Sztuki w Fredrikshavn (1980)
- nagroda „Graphia” w europejskim konkursie „Flora i fauna w ekslibrisie” w Sint Niklaas (1981)
- II nagroda w Międzynarodowym Konkursie „Lukas Cranach Starszy w ekslibrisie” w Kronach (1982)
- Medal Honorowy na XI Międzynarodowym Biennale Ekslibrisu Współczesnego w Malborku (1986)
- III nagroda w konkursie „D’Annunzio w ekslibrisie” w Pescarze (1988)
- Medal Honorowy na XII Międzynarodowym Biennale Ekslibrisu Współczesnego w Malborku (1988)
- I nagroda w międzynarodowym konkursie „Ekslibris dla Biblioteki Fundacji Domu A.Dürera” w Norymberdze (1988)
- III nagroda w międzynarodowym konkursie „A.Dürer w ekslibrisie” w Gyula (1992)
- I nagroda w Międzynarodowym Konkursie Małej Formy Graficznej i Ekslibrisu w Ostrowie Wielkopolskim (1993)
- Srebrny Medal na Pierwszej Światowej Wystawie Małej Grafiki i Ekslibrisu’98 w Pekinie (1998)

Źródło:.

## Upamiętnienie
Od roku 2002, staraniem Haliny i Romana Micińskich oraz jako sponsorów, w ramach kolejnych edycji Międzynarodowego Biennale Ekslibrisu Współczesnego w Malborku - ustanowiono Nagrodę Złotego Rylca im. Henryka Feilhauera dla Młodego Talentu w Sztuce Miedziorytu.